# 宋弁
宋弁（452年—499年），字义和，是南北朝北魏时期的官员、军人，西河郡介休县人。

## 家世
他的高祖父宋畿（宋隐的叔父）及其兄弟迁居至广平郡列人县，因此定籍列人县，即广平宋氏之祖。曾祖父是宋荣国，祖父是宋愔，父亲是宋叔珍，族弟是宋翻。

## 生平
宋弁因伯父宋显没有儿子，便过继给宋显为养子，继承其香火。他才华出众、学识渊博，年轻时就声名远扬。魏孝文帝初年，他前往都城平城，拜见尚书李冲，被李冲评价为 “此人进步神速，有辅佐帝王的才能”。宋显去世后，宋弁继承了其爵位列人县子。他与李彪关系要好，李彪担任秘书丞后，应李彪的请求，宋弁从中散转任著作佐郎，不久后又被任命为尚书殿中郎中。孝文帝每次朝会都会咨询治国方略，宋弁虽年轻且官位低微，却能从下位清晰作答，因而受到孝文帝的赞赏。孝文帝还根据卞和献玉的典故，赐予他“弁”这一名字。太和十六年（492年），宋弁转任中书侍郎，兼任员外常侍，担任出使南朝齐的使者。南朝齐的司徒萧子良、秘书丞王融等人都对宋弁的举止风范表示赞赏。回国后，孝文帝询问江南的情况，他回答说萧氏的统治不会长久。后来孝文帝南征，宋弁担任司徒司马、曜武将军、东道副将随军出征，他将盗窃马匹的军人处以斩刑，使军中纪律肃然。黄门郎崔光曾推荐宋弁代替自己，孝文帝虽未同意，但赞赏了崔光的识人之明。不久后，宋弁兼任黄门郎，随后正式担任黄门郎，兼任司徒左长史。他常常抑制门阀势力，因而招致旧有氏族的怨恨。宋弁再次跟随孝文帝南征，奉帝命削减豫州、东荆州的士兵，让他们从事农业生产。之后转任散骑常侍，不久又担任右卫将军，兼任黄门郎。李彪遭到李冲弹劾时，宋弁为李彪辩护；李彪失势被贬为平民后，宋弁还为其复职奔走。太和二十三年（499年）三月，孝文帝在汝南病重，宋弁来到床前痛哭，请求将皇帝的病痛转移到自己身上。孝文帝进军马圈时，宋弁以本官兼任祠部尚书，负责代理七兵事务，不久后转任吏部尚书。同年四月，孝文帝去世，遗诏命宋弁与咸阳王元禧等六人共同辅政，但此时宋弁已先于孝文帝去世，享年四十八。朝廷追赠他为安东将军、瀛州刺史，谥号贞顺。

## 子女
- 宋维，長子，字伯緒。
- 宋紀，字仲烈，宋钦道之父。清河王元懌属下行参軍。历任秦州大羌县令、太学博士、侍御史、尚書郎。